# Sundski jezici
Sundski jezici, danas nepriznata skupina mnogobrojnih malajsko-polinezijskih jezika, koja je činila dio šire zapadne malajsko-polinezijske skupine.
Sundska skuipina obuhvaćala je (108) jezika, a dijelila se na: bali-sasak (3) jezika; gayo (1) jezik; javanski (5) jezika; lampung (7) jezika; Madurska (2) jezika; Malajička (72); mbaloh (2) jezika; sumatranska (13) jezika; Sundanska (2); i neklasificirani  (1) sekayu s identifikatorom [syu]

## Vanjske poveznice
- [Ethnologue (15th)] /
- [Ethnologue (16th)] /